# 伯利縣 (北達科他州)
伯利县（英語：Burleigh County）为美国北达科他州的郡。根据2020年美國人口普查显示，该县人口为98,458人，为北达科他州人口第二多的县。该县的县治及最大城市皆为俾斯麦，同时这也是北达科他州首府。该县得名于達科他領地政治人物沃尔特·A·伯利。